# The Beehive Lounge
The Beehive Lounge war ein Jazzclub in Chicago der 1950er-Jahre.
The Beehive Lounge (1503 E 55th Street) gehörte mit der Cadillac Lounge, Club Rodeo, Counterpoint Jazz Supper Club, Nob-Hill Club und dem Sutherland Hotel zu den bekannten Veranstaltungsorten für Jazzmusik im Hyde-Park-Viertel von Chicago.  Jazz wurde in Hyde Park bereits ab 1921 gespielt, doch die erfolgreiche Zeit für Jazzmusik war zwischen den 1940er- und den 1970er-Jahren. Das Beehive eröffnete 1948 und war Ende der 1940er Jahre bis Mitte der 1950er Jahre ein Treffpunkt für Modern Jazz (Bebop, Hard Bop) in Chicago. Charlie Parker trat hier 1949 auf und auch sein letzter Auftritt in Chicago war im Beehive. Ihr Motto war The Beehive, where modern Jazz comes alive. In der Beehive Lounge traten u. a. Coleman Hawkins, Eddie Lockjaw Davis, Sonny Stitt (1953), Al Hibbler (1954), Milt Jackson, Art Blakey and the Jazz Messengers, Max Roach/Clifford Brown, Thelonious Monk, Bud Powell (1955), Gene Ammons, Cannonball Adderley, Lester Young, Milt Jackson, Dexter Gordon/Norman Simmons und King Kolax (1956) auf.  Sonny Rollins sprang hier für Harold Land im Quintett von Clifford Brown und Max Roach ein.
Hauspianist war von 1948 bis 1951 Jimmy Yancey und Junior Mance 1953/54. Der Club war ein black and tan Club, das heißt, es gab gemischtrassiges Publikum.
Es gibt Live-Aufnahmen aus der Beehive Lounge vom Quintett von Max Roach und Clifford Brown vom 7. November 1955 (erschienen bei der japanischen Victor und Philology, mit Sonny Rollins und anderen Tenorsaxophonisten wie Nicky Hill, George Morrow b, Billy Wallace p, Leo Blevins g).